# Стилофарингеални мишић
Стилофарингеални мишић (лат. musculus stylopharyngeus) је парни мишић, који припада дубокој (лонгитудиналној) мускулатури ждрела и смештен је на спољашњој страни мишића горњег констриктора.
Припаја се на стилоидном наставку слепоочне кости и одатле се пружа косо наниже и унутра, улази у бочни зид ждрела и пролази кроз међумишићну пукотину између горњег и средњег констрикторског мишића. Након тога почиње лепезасто да се шири и причвршћује се на фиброзном ткиву ждрела и хрскавицама гркљана.
У инервацији стилофарингеалног мишића учествује бочна грана језично-ждрелног живца. Његова основна улога се огледа у подизању ждрела и гркљана током акта гутања.
На стилоидном наставку темпоралне кости, поред овог мишића причвршћују се и стилохиоидни и стилоглосни мишић.